# Huśtawka na desce

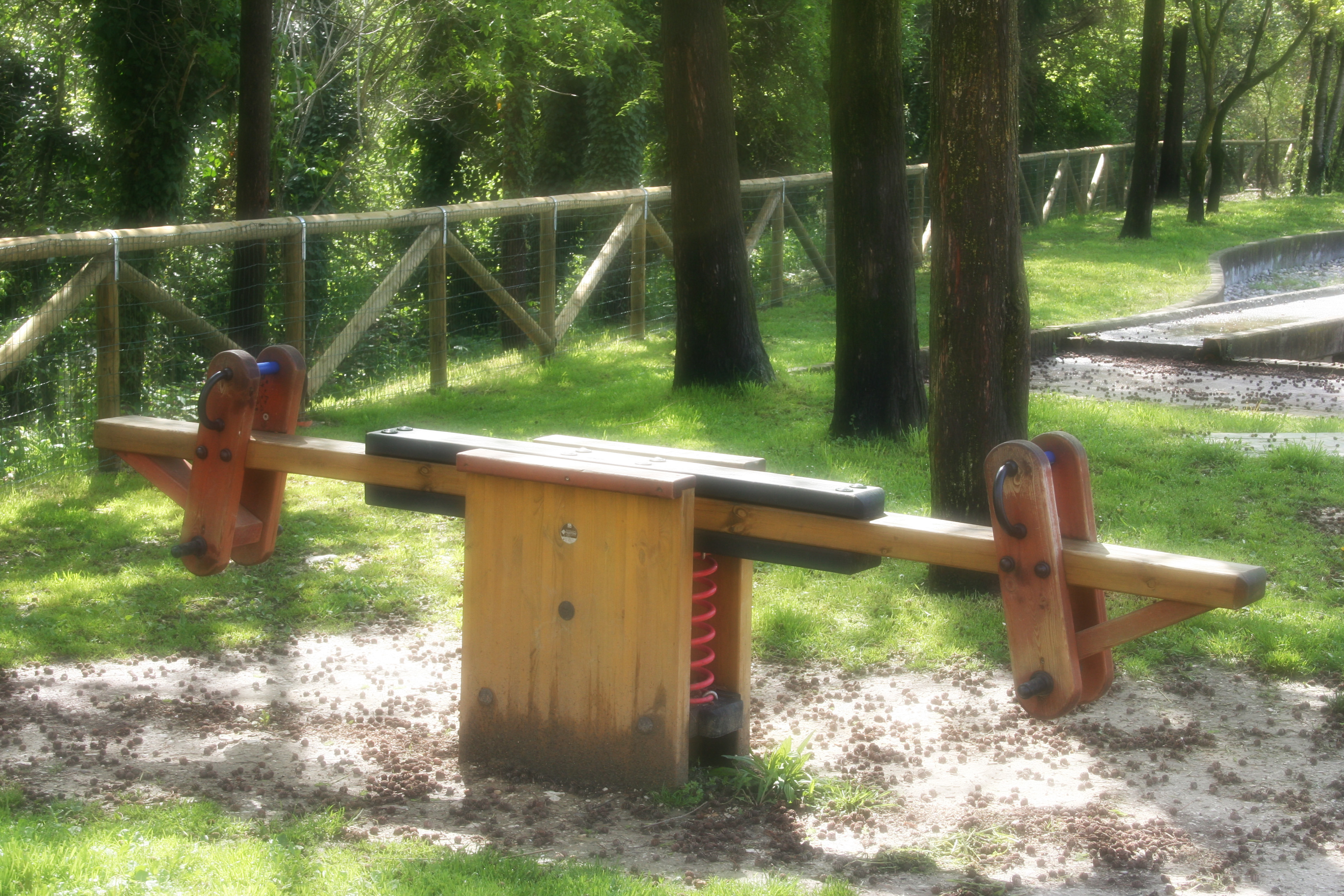
Przykład drewnianego modelu

Huśtawka na desce – zabawka dla dzieci, element placu zabaw, element małej architektury, zwany częściej huśtawką wagową lub huśtawką ważką, potocznie przez dzieci „konikiem”.

## Budowa
Huśtawka może być metalowa lub drewniana. Podstawowa wersja składa się z długiego grubego pręta, dwóch siedzisk (najczęściej drewnianych) oraz elementu podtrzymującego pręt. Często spotyka się wersję ze sprężynami, która umożliwia użytkowanie przez jedno dziecko, obecnie produkuje się także podwójne huśtawki wagowe z przeznaczeniem dla czterech użytkowników.

## Schemat działania
Dwie osoby (najlepiej o zbliżonej masie) siadają na dwóch (umieszczonych naprzeciwko siebie) siedziskach huśtawki. Osoba będąca na dole odpycha się nogami od podłoża, co powoduje zamianę pozycji – osoba będąca na górze schodzi na dół i musi się odepchnąć nogami itd.